# Cornelis Christiaan Dommersen
Cornelis Christiaan Dommersen, geboren als Dommelhuizen (Utrecht, 11 november 1842 – Den Haag, 23 mei 1928), was een Nederlands kunstschilder en aquarellist. Dommersen signeerde zijn werk onder meer met C.C. Dommershuizen, Chr. Dommelshuizen, Christian Dommelshuizen en C. Dommersen.

## Leven en werk
Dommersen werd in 1842 te Utrecht geboren als Cornelis Christiaan Dommelhuizen, buitenechtelijke zoon van Cornelia Dommelhuizen. Zijn oudere broer, de in 1833 geboren Pieter Cornelis Dommersen (geboren als Pieter Cornelis Dommershuisen), was eveneens schilder en buitenechtelijke zoon van Cornelia Dommershuisen. Deze broer verhuisde omstreeks 1860 naar Engeland en had een zoon William Raymond Dommersen (Dommerson), die ook schilder werd.
Dommersen specialiseerde zich in zee- en riviergezichten omdat gedurende de 19e eeuw een herleving van de belangstelling voor de zeeschilderkunst ontstond. Daarom reisde hij veel in het buitenland en schilderde ook in Amerika, België, Engeland en Frankrijk. Daarnaast schilderde hij ook genrestukken, landschappen en historische taferelen. Zijn werk werd onder meer tentoongesteld in Amsterdam, Den Haag en Rotterdam.
Dommersen was tweemaal getrouwd. Na het overlijden van zijn eerste echtgenote, Henriette Jeanne Philippo in 1903, hertrouwde hij in 1904 met de weduwe Carolina Maria Frederika de Geus. Hij overleed in mei 1928 op 85-jarige leeftijd in het Gemeentelijk Ziekenhuis in zijn woonplaats Den Haag. Hij werd op 26 mei 1928 begraven op de begraafplaats Oud Eik en Duinen in Den Haag.

## Musea

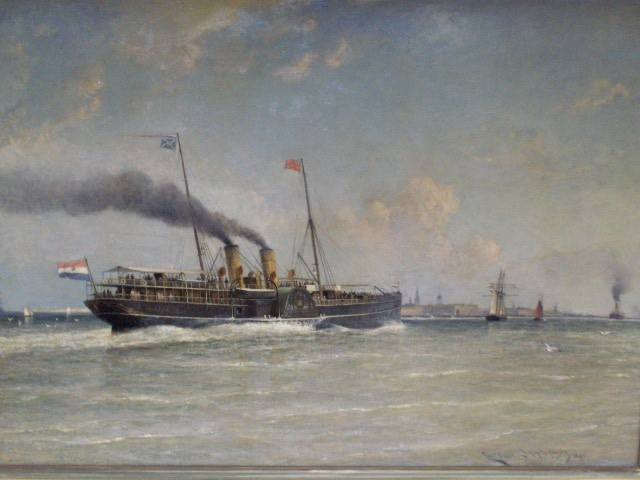
Scheepsportret van de radarboot 'Prins Hendrik' in Vlissingen (1895) Zeeuws maritiem muZEEum, Vlissingen

Werk van Dommersen bevindt zich in musea te Amsterdam, Den Haag, Rotterdam, Utrecht en Vlissingen.

## Externe links

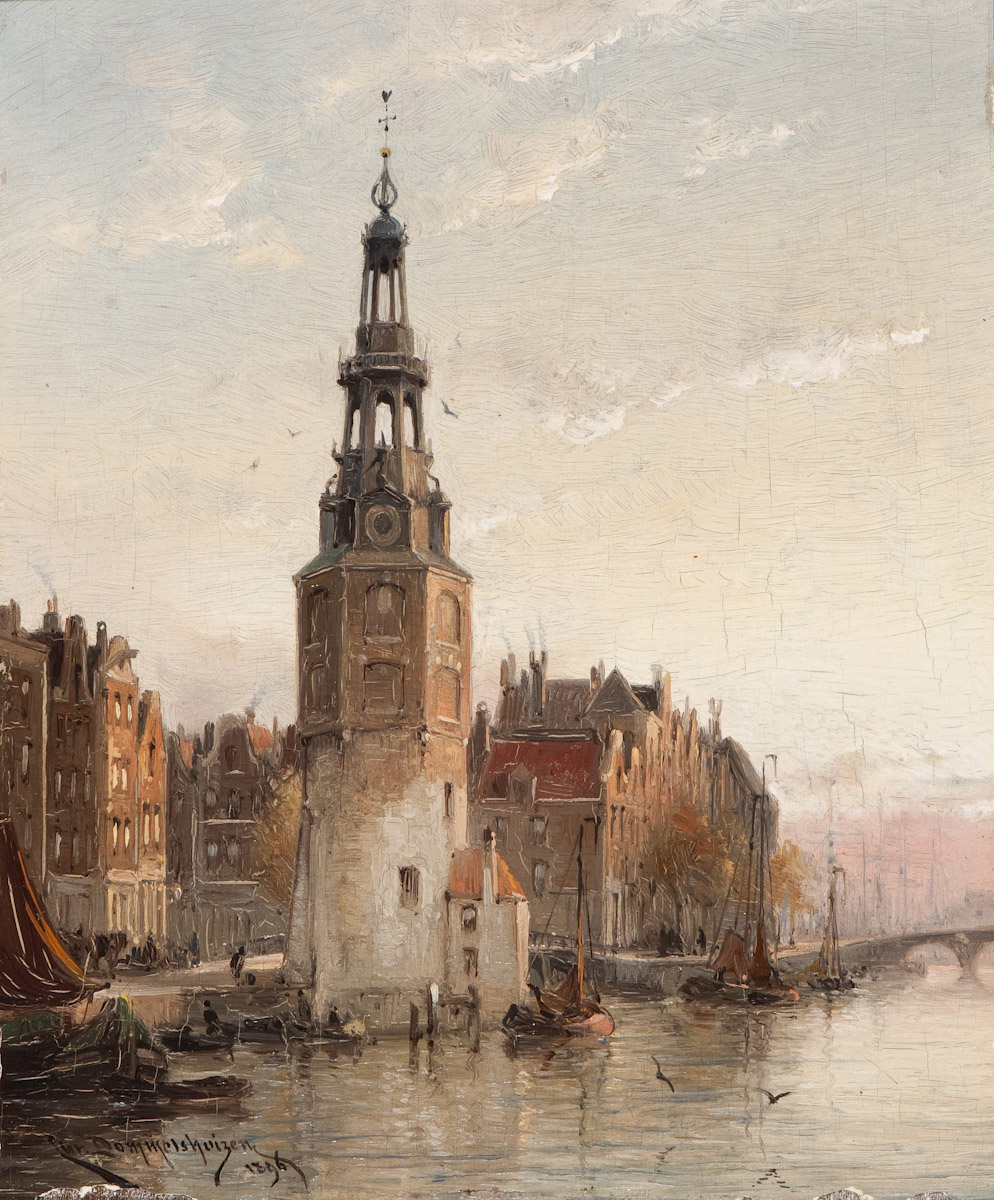
De Montelbaanstoren te Amsterdam, 1896